# Bonifazio Veronese

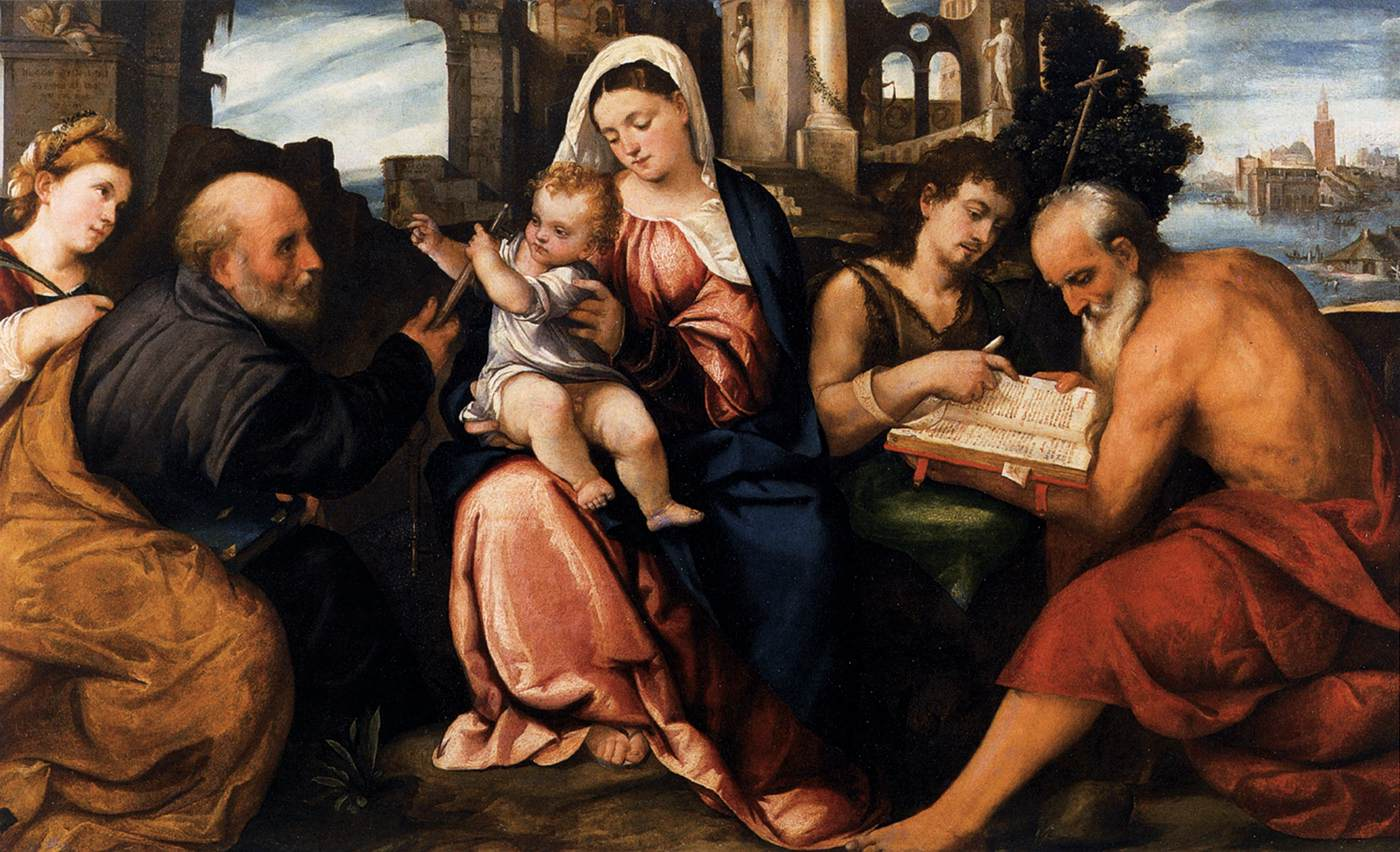
Bonifazio de’ Pitati: Madonna mit Kind und Heiligen, ca. 1525–30, Ca’ Rezzonico, Venedig

Bonifazio de’ Pitati, genannt Bonifazio Veronese (auch: Bonifazio Veneziano; Vorname auch: Bonifacio; * ca. 1487 in Verona; † 19. Oktober 1553 in Venedig) war ein italienischer Maler der venezianischen Schule.

## Leben und Werk

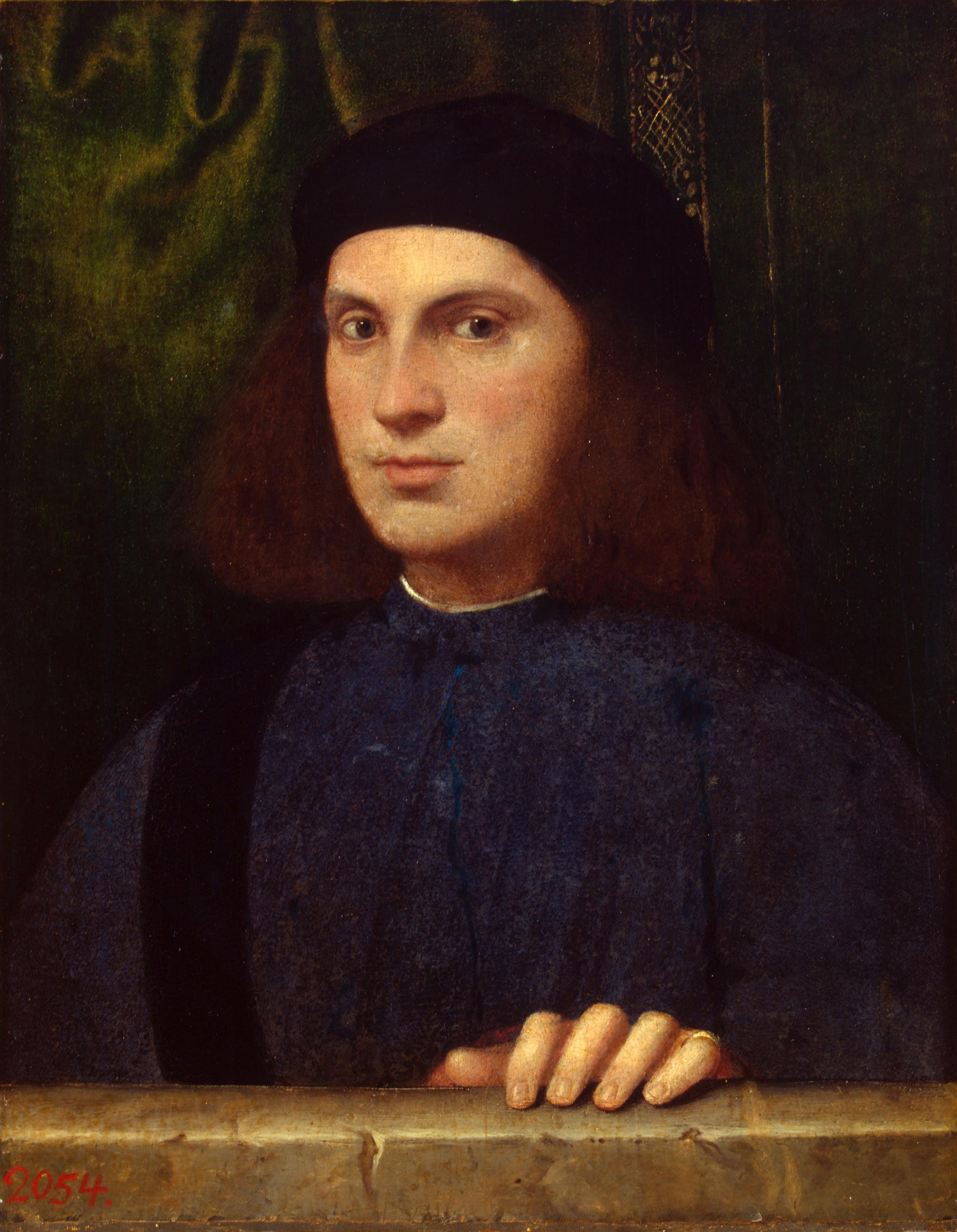
Bildnis eines jungen Mannes, 1510er Jahre, Eremitage, St. Petersburg

Bonifazio war der Sohn von Marzio de’ Pitati (Sohn eines Bonifacio) und seiner Frau Benvenuta; der Familienname der Mutter ist nicht bekannt. Der Vater war ein „Mann der Waffen“ (armigero), also wohl Soldat. Bis mindestens 1502 lebte die Familie in Verona. Von da bis zum Jahr 1528 fehlen Dokumente über Bonifazio, so dass seine Ausbildung nicht geklärt ist. Auch der Zeitpunkt seines Umzuges nach Venedig ist nicht wirklich bekannt, auch wenn Gustav Ludwig ihn auf 1505 ansetzte – das dafür als Quelle verwendete Dokument kann jedoch nicht eindeutig auf Bonifazio de’ Pitati bezogen werden. Aufgrund stilistischer Überlegungen geht man davon aus, dass er etwa zwischen 1510 und 1515 in Venedig war, laut Carlo Ridolfi (1648) vermutlich als Schüler von Palma il Vecchio. Nach dessen Tod am 28. Juli 1528 stellte Bonifazio einige unvollendete Werke Palmas fertig, darunter eine Madonna mit Kind und den Hl. Katharina, Franziskus und Nikolaus für Francesco Querini (heute: Pinacoteca Querini Stampalia, Venedig) für die er im April 1529 bezahlt wurde.
Etwa um dieselbe Zeit erhielt er den Auftrag für ein Bild des Erzengels Michael (Pala di San Michele) für Familienkapelle des Sigismondo Cavalli in der Kirche Santi Giovanni e Paolo.
1530 wurde er als Meister in die Zunft (fraglia) der venezianischen Maler aufgenommen und im Jahr darauf wählte man ihn gemeinsam mit Tizian und Lorenzo Lotto in eine Kommission, die über die Verteilung von Geldern aus dem Testament von Vincenzo Catena zu wohltätigen Zwecken bestimmten. Auch in diesem Fall wurde Bonifazio die Vollendung der unfertigen Bilder Catenas anvertraut.

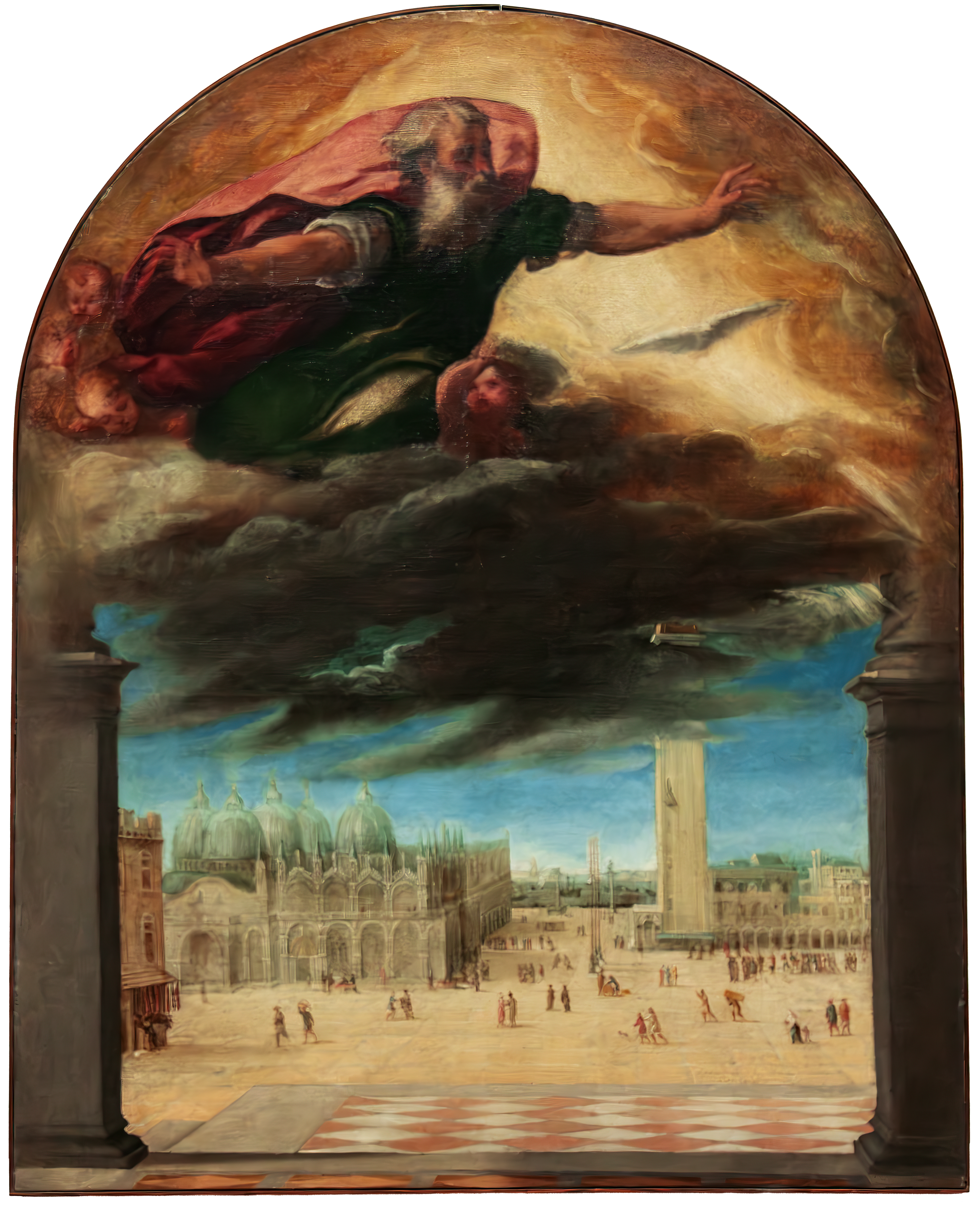
Bonifazio de’ Pitati: Gottvater über der Piazza San Marco, Mittelteil eines Triptychons mit der Verkündigung Mariä für den Palazzo dei Camerlenghi (heute Accademia, Venedig)

Bonifazio leitete in Venedig eine große Werkstatt, die unter anderem maßgeblich für die Bildausstattung des Palazzo dei Camerlenghi, der Finanzverwaltung Venedigs, verantwortlich war. Entsprechend der venezianischen Tradition wurden die dortigen Gemälde von Amtsinhabern in Auftrag gegeben, die Bonifazio in seinen biblischen Szenen oft in Kryptoporträts verewigte. Neben ihrer Funktion als Gedächtnisbilder artikulierten diese Gemälde zugleich Staatstugenden. Bonifazio und seine Werkstatt arbeiteten jahrzehntelang für den Palazzo dei Camerlenghi. Allein von 1529 bis 1533 entstanden dafür vierzehn Bilder, darunter die drei großformatigen Gemälde Anbetung der Könige, Thronender Christus mit Heiligen (1529–30) und das Urteil des Salomon (datiert 1533; heute: Accademia, Venedig). Später folgten der Mord an den Unschuldigen und Christus vertreibt die Händler aus dem Tempel (beide 1536), und 1539 die Wunderbare Brotvermehrung und das Mannawunder (alle in der Accademia, Venedig).
Besonderen Erfolg hatte Bonifazio mit Andachts- oder Altarbildern aus dem Themenkreis der Madonna mit Kind und Heiligen (sogenannte Sacra Conversazione), von denen er zahlreiche Varianten schuf, ebenso wie zu den verwandten Themen Anbetung der Hirten und Anbetung der Könige. Entsprechende Gemälde findet man heute in Museen auf der ganzen Welt, unter anderem im Louvre, im Prado und in der Londoner National Gallery.
Zu seinen ganz wenigen datierten Werken gehört die am 9. November 1533 vollendete Madonna mit Kind und den Hl. Omobono und Barbara für die Scuola dei Sartori (Bruderschaft der Schneider). Dieses Gemälde ist auch als Madonna der Schneider bekannt und befindet sich heute in der Accademia in Venedig. Andere offizielle Aufträge erhielt er von den venezianische Kirche Santa Maria dei Servi und das Kartäuserkloster von Sant’Andrea di Lido.
Zu einem nicht bekannten Zeitpunkt heiratete Bonifazio die junge Marietta Brunello (verwitwete De’ Grassi).
In seiner Spätphase ab etwa 1535 widmete er sich mehreren sogenannten quadri di portego, darunter das Gleichnis von Lazarus und dem reichen Mann (Accademia, Venedig) und ein Zyklus mit den Trionfi des Petrarca, darunter die beiden Bilder Triumph der Liebe und Triumph der Keuschheit im Kunsthistorischen Museum in Wien.
Bonifazio de’ Pitati, genannt Veronese, starb „nach langer Krankheit“ am 19. Oktober 1553. Er hatte keine Kinder. Sein legitimer Erbe war sein Schüler und Mitarbeiter Antonio Palma, der mit Giulia, einer Nichte von Bonifazios Frau, verheiratet war.
Zu seinen Schülern zählten vermutlich auch Jacopo Bassano, Andrea Schiavone und Jacopo Robusti, gen. Tintoretto.

## Würdigung
Bonifazio Veronese stand auf der Schwelle der Malerei von der italienischen Hochrenaissance zum Manierismus. Seine Werke sind durch die Malerei der Lagunenstadt geprägt, besonders von Palma il Vecchio und Tizian, aber auch von den älteren venezianischen Meistern Giovanni Bellini und Giorgione. Nicht nur seine landschaftlichen Ausblicke und Hintergründe erinnern jedoch auch gelegentlich an nordeuropäische Vorbilder. Besonders lag ihm die Darstellung empfindsam-lyrischer und lieblich-weicher Stimmungen bei seinen Madonnen. Die stille Größe seiner Heiligen (in der „Sacra Conversazione“) ist von den ausdrucksstarken Vorbildern von Giorgione beeinflusst.

## Bildergalerie

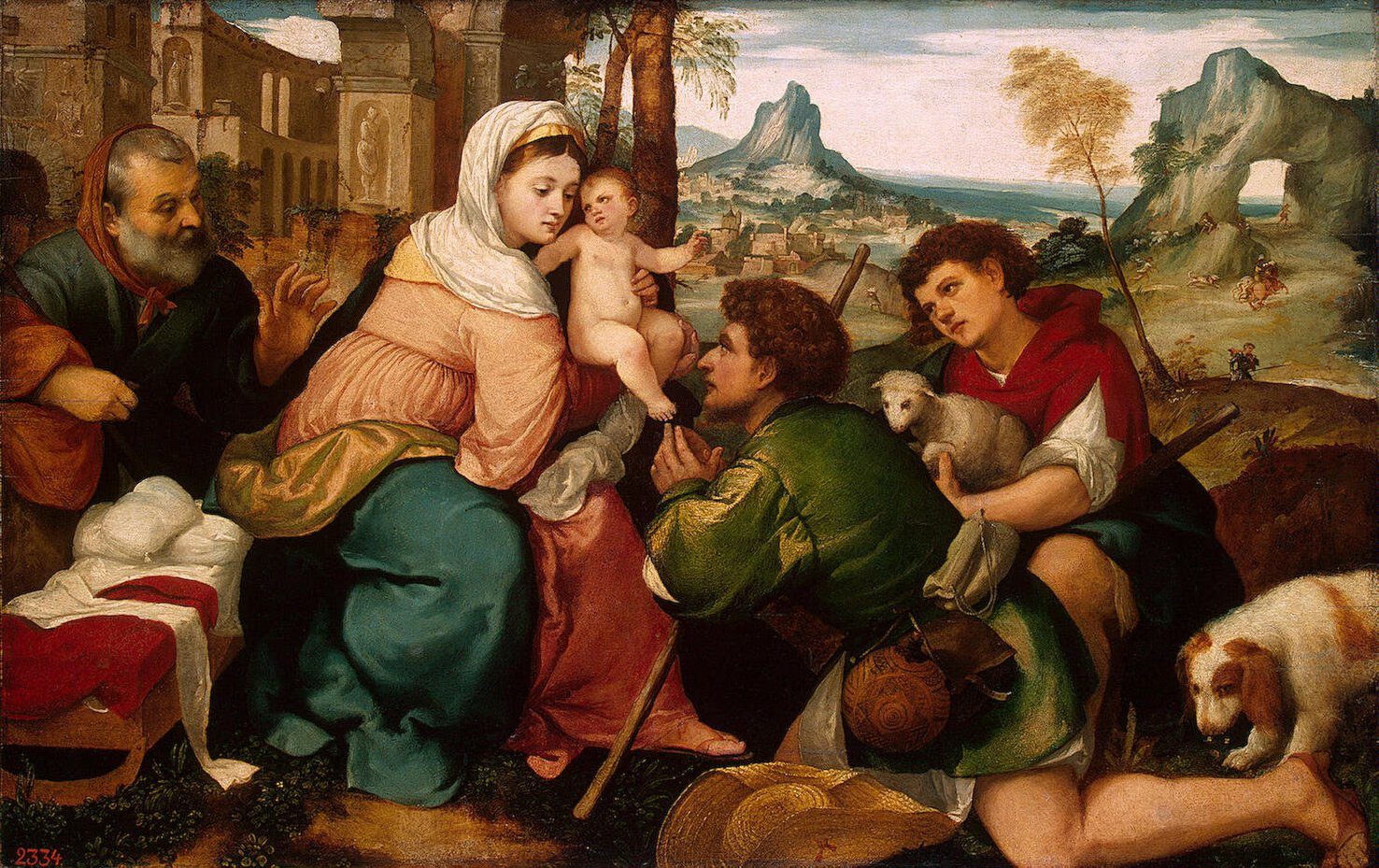
Anbetung der Hirten, 1523–25, Eremitage, St. Petersburg
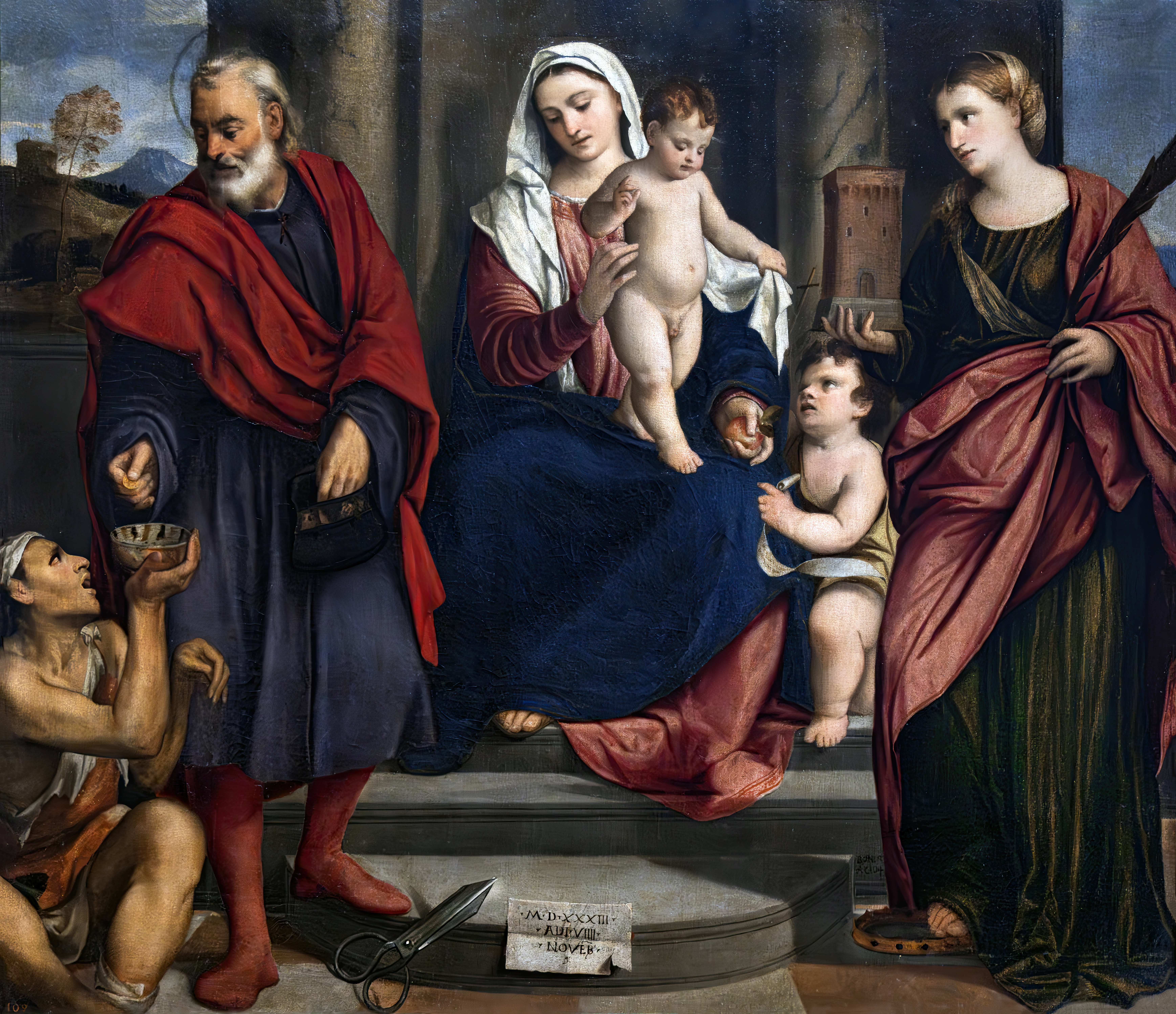
Die Madonna der Schneider, 1533, Accademia, Venedig
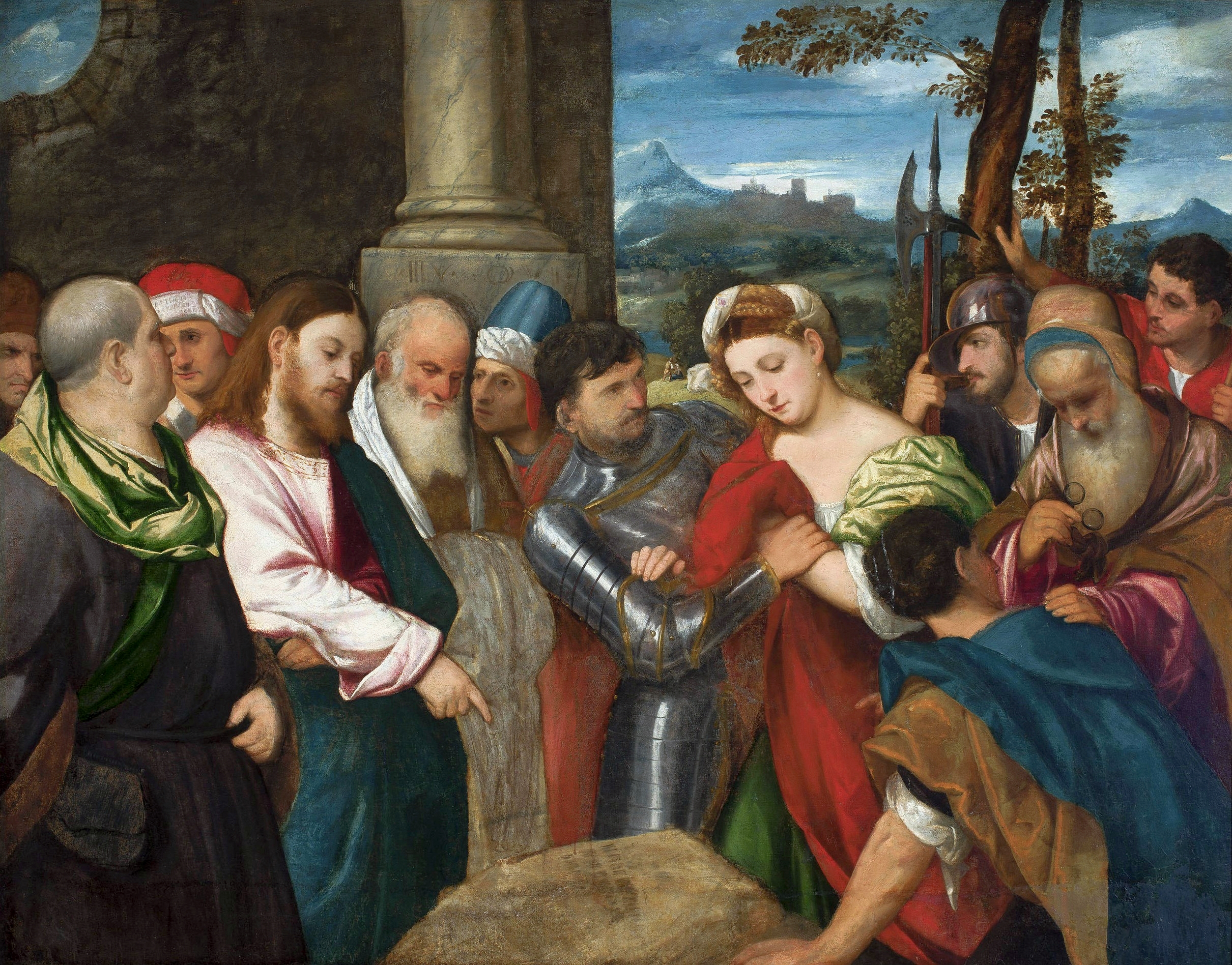
Christus und die Ehebrecherin, Nationalmuseum, Warschau
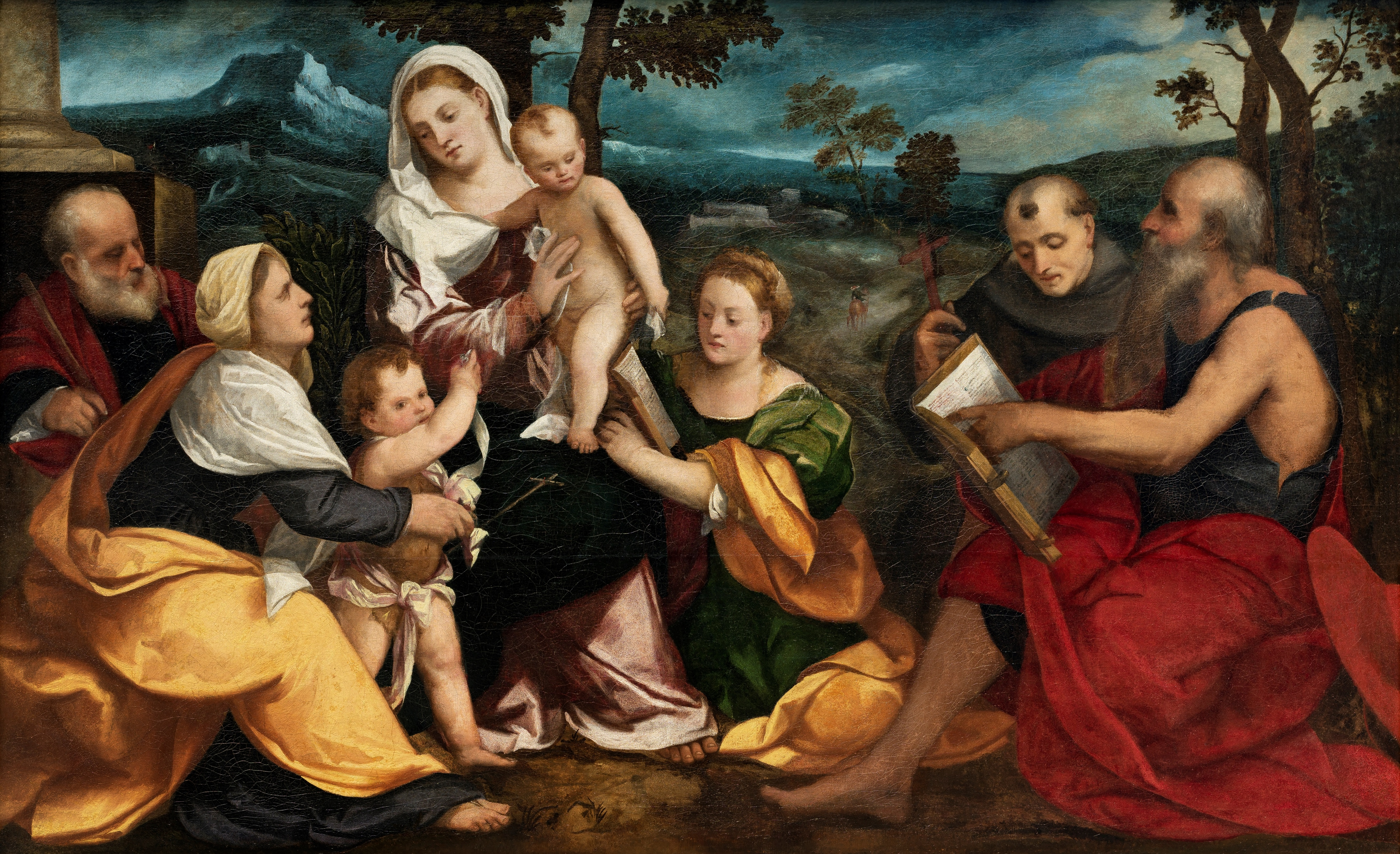
Heilige Familie mit Johannes d. Täufer und den Hl. Katharina, Franziskus und Hieronymus, um 1525, Nivagaard Museum, Nivå (Dänemark)
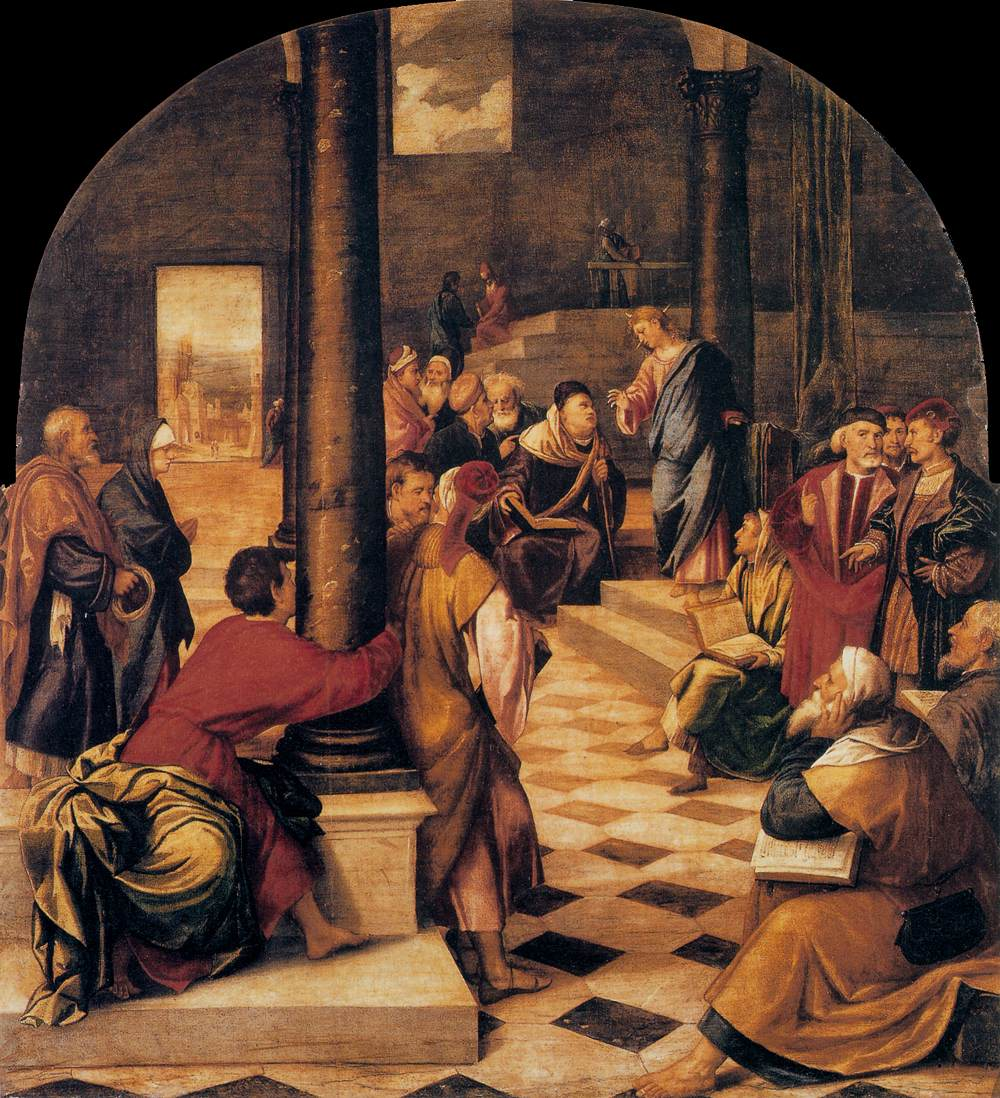
Christus unter den Schriftgelehrten, 1544–45 Palazzo Pitti, Florenz
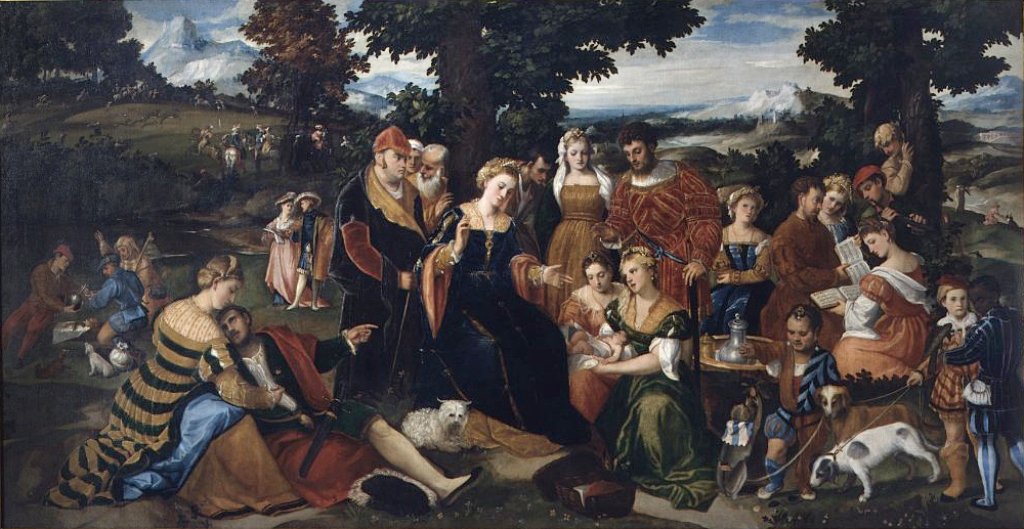
Die Auffindung des Moses, 1545, Pinacoteca di Brera, Mailand

## Werke (Auswahl)
- Porträt eines jungen Mannes (um 1510), Eremitage, St. Petersburg
- Bildnis eines Mannes mit Sonnenuntergang, Museo Civico, Prato
- Sacra Conversazione (ca. 1515), Palazzo Pitti, Florenz
- Jesus im Hause des Simon (um 1520), Königliche Museen der Schönen Künste, Brüssel
- Madonna und Kind mit den Hl. Katharina, Johannes dem Täufer, Dorothea und Antonius (Abt) (um 1523–25), Eremitage, St. Petersburg
- Anbetung der Hirten (1523–25), Eremitage, St. Petersburg
- Heilige Familie mit Johannes d. Täufer und den Hl. Katharina, Franziskus und Hieronymus (um 1525), Nivagaard Museum, Nivå (Dänemark)
- Madonna mit Kind und Heiligen (ca. 1525–30), Ca’ Rezzonico, Venedig
- Heilige Familie mit Johannes dem Täufer, Art Gallery of South Australia, Adelaide
- Die Heilige Familie mit Maria Magdalena, den Hl. Franziskus und Donatus (um 1530), Fine Arts Museums of San Francisco
- Die Madonna der Schneider, 1533, Accademia, Venedig (datiert !)
- Hl. Familie mit den Hl. Franziskus, Antonius, Magdalena, Johannes d. Täufer und Elisabeth (um 1533), Louvre, Paris
- Anbetung der Hirten (um 1533), Prado, Madrid
- Heilige Familie mit dem kleinen Johannes d. Täufer, Schloss Wawel, Krakau
- Erweckung des Lazarus, National Gallery, London
- Madonna mit Kind und Heiligen, National Gallery, London
- Die Hl. Familie und Heilige, Pinacoteca Vaticana, Rom
- Salome mit dem Haupt Johannes d. Täufers, Kunsthistorisches Museum, Wien
- Triumph der Liebe und Triumph der Keuschheit, um 1530–40, Kunsthistorisches Museum, Wien
- Anbetung der Könige, Nationalmuseum, Posen
- Der reiche Epulone (um 1540), Accademia, Venedig
- Anbetung der Könige, Palazzo Ridolfo e Giovanni Francesco Brignole Sale (Palazzo Rosso), Genua
- Die Auffindung des Moses, 1545, Pinacoteca di Brera, Mailand
- Die Auffindung des Moses, Art Gallery of New South Wales, Sydney
- Christus und die Ehebrecherin, Nationalmuseum Warschau

### Lexikonartikel
- Bonifazio Veronese (auch Bonifazio Veneziano, eigtl. Bonifazio de‘ Pitati), in: Lexikon der Kunst, Bd. 2, Karl Müller Verlag, Erlangen, 1994, S. 240
- Francesco Trentini: Pitati (de’ Pitati), Bonifacio, detto Bonifacio Veronese, in: Dizionario Biografico degli Italiani, Volume 84, 2015, online auf „Treccani“ (italienisch; Hauptquelle des vorliegenden Artikels; gesehen am 28. März 2020)

### Weiterführende Literatur
- Philip Cottrell: Bonifacio Veronese and the young Tintoretto. In: Inverno, Bd. 4 (1997), S. 17–36.
- Philip Cottrell: Corporate Colors. Bonifacio and Tintoretto at the Palazzo dei Camerlenghi in Venice. In: The Art Bulletin, Bd. 82 (2000), S. 658–678 doi:10.2307/3051416.
- Theodor von Frimmel: Eine Verwechslung von Bonifazio Veneziano mit Tizian. In: Repertorium für Kunstwissenschaft, Bd. 7 (1884), S. 1–15, ISSN 0259-7063
- Decio Gioseffi: Per una datazione tardissima delle storie di Tobiolo in S. Raffaele di Venezia con una postilla su Bonifacio Veronese. In: Emporium, Bd. 126 (1957), S. 99–114.
- Todd A. Herman: Out of the shadow of Titian. Bonifacio de'Pitati and 16th century Venetian painting. UMI, Ann Arbor 2003 (zugl. Dissertation, Case Western Reserve University, Cleveland 2003).
- Nicolai Kölmel: The Queen in the Pawnshop. Shaping Civic Virtues in a Painting for the Palazzo dei Camerlenghi in Venice. In: Susanna Burghartz u. a. (Hrsg.): Sites of Mediation. Connected Histories of Places, Processes, and Objects in Europe and Beyond, 1450–1650. Brill, Leiden 2016, doi:10.1163/9789004325760_006.
- David Rosand: Die venezianische Malerei im 16. Jahrhundert, in: Giandomenico Romanelli (Hrsg.): Venedig – Kunst und Architektur, Bd. 1, Könemann, Köln, 1997, S. 394–457
- Gerhard Rüger: Zur Restaurierung eines Gemäldes von Bonifazio Veronese. In: Jahrbuch der Staatlichen Kunstsammlungen Dresden, Jg. 1968/69, S. 133–138, ISSN 0419-733X
- Helga Wäß: Bonifazio de'Pitati, genannt Veronese. In: Diess.: Der Raub der Sabinerinnen der Familie Gradenigo. Neueste Forschungen zum Frühwerk Tintorettos; eine Hommage an die Gründerväter Venedigs in einem unbekannten venezianischen Gemälde der Zeit nach 1539. Schnell & Steiner, Regensburg 2000, ISBN 3-7954-1338-9, S. 8 ff. und 56 ff.
- Paul Wescher: Bonifazio di Pitati, called Veronese (1491–1553) In: Bulletin of the Art Division, Bd. 4 (1952), Nr. 2/3, S. 9.
- Dorothee Westphal: Bonifazio Veronese, Bonifazio dei Pitati. Bruckmann, München 1931.